# Nordische Skiweltmeisterschaften 1925/Nordische Kombination Männer
Bei den Nordischen Skiweltmeisterschaften 1925 in Johannisbad in der Tschechoslowakei wurde ein Wettbewerb in der Nordischen Kombination ausgetragen.
Der Kombinationslanglauf über 18 km fand im Rahmen des Speziallanglaufes am Samstag, dem 14. Februar 1925, der Kombinationssprunglauf von der Rübezahl-Schanze am Sonntag, dem 15. Februar 1925, statt.
Zum Weltmeister krönte sich der Tscheche Otakar Německý. Den zweiten Rang belegte der Riesengebirgler Josef Adolf. Mit dem dritten Platz eroberte Affentranger (siehe auch unter „Anmerkung“) die erste Medaille für den Schweizer Skiverband bei Nordischen Skiweltmeisterschaften.

## Skiverbände Österreich und Tschechoslowakei
Österreich und die Tschechoslowakei verfügten neben dem hier nicht teilnehmenden Finnland über jeweils zwei als offizielle Mitglieder des Internationalen Skiverbandes anerkannte Skiverbände. Jeweils beide Verbände dieser Länder hatten auch ein Entsendungsrecht ihrer Sportler zu den FIS-Rennen bzw. Skiweltmeisterschaften (nordisch und alpin). Anders war die Situation jedoch bei Olympischen Winterspielen, da das IOC ein Entsendungsrecht entweder nur einem der beiden Verbände oder einem gemeinsamen Dachverband (für Österreich z. B. der Österreichischen Ski-Delegation bzw. später dem Österreichischen Skibund) einräumte.

## Legende
Kurze Übersicht zur Bedeutung der Symbolik – so üblicherweise auch in sonstigen Veröffentlichungen verwendet:
| DNF    | Wettkampf nicht beendet (did not finish)                                                       |
| DNS    | nicht am Start (did not start)                                                                 |
| ÖSV    | Österreichischer Skiverband                                                                    |
| AÖSV   | Allgemeiner Österreichischer Ski-Verband                                                       |
| HDW    | Hauptverband Deutscher Wintersportvereine der Tschechoslowakischen Republik                    |
| SL RČS | Verband der Skifahrer der Tschechoslowakischen Republik (Svaz lyžařů Republiky československé) |

## Nordische Kombination

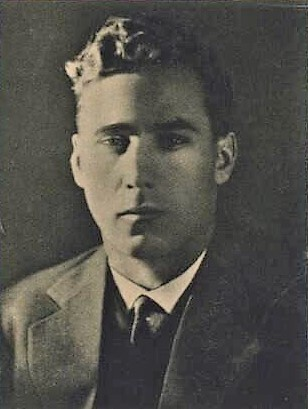
Otakar Německý – Weltmeister im 18-km-Langlauf und in der Nordischen Kombination

Teilnehmer: 60 gestartet; 32 gewertet.
| Rang | Athlet               | Land                    | Gesamt- note    | Zeit 18 km  | Punkte 18 km | Rang 18 km | Weite 1 | Weite 2 | Weite 3 | Punkte Springen | Rang Springen |
| ---- | -------------------- | ----------------------- | --------------- | ----------- | ------------ | ---------- | ------- | ------- | ------- | --------------- | ------------- |
| 1    | Otakar Německý       | Tschechoslowakei SL RČS | 35,8160         | 1:43:38,0 h | 20,000       | 1          | 32,0 m  | 37,0 m  | 37,0 m  | 15,816          | 10 9          |
| 2    | Josef Adolf          | Tschechoslowakei HDW    | 32,8740         | 1:48:16,0 h | 17,625       | 2          | ?       | ?       | ?       | 15,249          | 12 11         |
| 3    | Xaver Affentranger * | Schweiz                 | 31,4300 30,0960 | 1:53:22,0 h | 15,152       | 6          | ?       | ?       | ?       | 16,278 14,944   | 5 15          |
| 4    | Franz Wende *        | Tschechoslowakei HDW    | 31,236          | 1:57:10,0 h | 13,125       | 12         | 40,0 m  | 43,0 m  | 40,0 m  | 18,111          | 1             |
| 5    | Josef Bím            | Tschechoslowakei SL RČS | 30,7500         | 1:54:53,0 h | 14,250       | 9          | 37,0 m  | 37,0 m  | 39,0 m  | 16,500          | 4             |
| 6    | Johan Blomseth       | Norwegen                | 30,4470         | 1:53:14,0 h | 15,225       | 5          | ?       | ?       | ?       | 15,222          | 13 12         |
| 7    | Peter Radacher       | Österreich ÖSV          | 29,9720         | 1:53:02,0 h | 15,250       | 4          | ?       | ?       | ?       | 14,722          | 17            |
| 8    | Bruno Braun          | Tschechoslowakei HDW    | 29,6660         | 1:54:37,0 h | 14,500       | 8          | ?       | ?       | ?       | 15,166          | 14 13         |
| 9    | Josef Bräth          | Tschechoslowakei HDW    | 29,5600         | 1:48:46,0 h | 17,375       | 3          | ?       | ?       | ?       | 12,185          | 25            |
| 10   | Walter Wagner        | Deutsches Reich         | 29,5550         | 1:56:28,0 h | 13,500       | 11         | ?       | ?       | ?       | 16,055          | 8 7           |
| 11   | Stefan Lauener       | Schweiz                 | 29,0250         | 1:59:36,0 h | 11,998       | 15         | 43,0 m  | 38,0 m  | 39,0 m  | 17,027          | 2             |
| 12   | Karel Koldovský      | Tschechoslowakei SL RČS | 28,8470         | 1:55:44,0 h | 13,875       | 10         | ?       | ?       | ?       | 14,972          | 15 14         |
| 13   | Max Kröckel          | Deutsches Reich         | 28,8190         | 1:59:41,0 h | 11,875       | 16         | 37,0 m  | 38,0 m  | 40,0 m  | 16,944          | 3             |
| 14   | Heinz Hinterauer     | Österreich ÖSV          | 27,0960         | ?           | 11,124       | 17         | 37,0 m  | 37,0 m  | 39,0 m  | 15,972          | 9 8           |
| 15   | Hans Eidenbenz       | Schweiz                 | 25,7910         | 2:04:20,0 h | ?            | 20         | ?       | ?       | ?       | DNF             | DNF           |
| 16   | Fridtjof Paumgarten  | Österreich ÖSV          | 25,7910         | ?           | 12,625       | 14         | ?       | ?       | ?       | 13,166          | 22            |
| 17   | Fritz Klein          | Tschechoslowakei HDW    | 24,9850         | ?           | 10,625       | 18         | ?       | ?       | ?       | 14,360          | 21            |
| 18   | Rudolf Burkert       | Tschechoslowakei HDW    | 23,7910         | ?           | 7,569        | 22         | ?       | ?       | ?       | 16,222          | 6 5           |
| 19   | Heinz Ermel          | Deutsches Reich         | 23,1110         | ?           | 7,501        | 23         | ?       | ?       | ?       | 15,610          | 11 10         |
| 20   | Aladar Thern         | Tschechoslowakei HDW    | 22,9160         | 1:54:11,0 h | ?            | 7          | ?       | ?       | ?       | DNF             | DNF           |
| 21   | Luigi Faure          | Königreich Italien      | 21,9740         | ?           | 7,125        | 24         | ?       | ?       | ?       | 14,849          | 16            |
| 22   | Georg Mischak        | Deutsches Reich         | 20,1140         | ?           | 5,500        | 27         | ?       | ?       | ?       | 14,614          | 20            |
| 23   | A. Meergans          | Tschechoslowakei HDW    | 20,0550         | ?           | 7,000        | 25         | ?       | ?       | ?       | 13,055          | 23            |
| 24   | Henryk Mückenbrunn   | Polen                   | 19,6940         | 2:02:56,0 h | 10,250       | 19         | 27,0 m  | 33,0 m  | ?       | 9,444           | 27            |
| 25   | Johann Haller        | Tschechoslowakei HDW    | 19,0960         | ?           | 4,402        | 28         | ?       | ?       | ?       | 14,694          | 19            |
| 26   | Franz Keglovitsch    | Österreich ÖSV          | 18,8200         | ?           | 4,125        | 29         | 34,0 m  | 33,0 m  | 34,0 m  | 14,695          | 18            |
| 27   | Ernst Lauer          | Tschechoslowakei HDW    | 18,6920         | ?           | 2,500        | 31         | ?       | 38,0 m  | 39,0 m  | 16,192          | 7 6           |
| 28   | Hans Rattay          | Österreich AÖSV         | 18,3900         | ?           | 6,250        | 26         | 30,0 m  | 31,0 m  | 26,0 m  | 12,140          | 26            |
| 29   | Adolf Berauer        | Tschechoslowakei HDW    | 17,096?         | 1:57:21,0 h | 13,156?      | 13         | ?       | ?       | ?       | 3,940?          | 30            |
| 30   | Aleksander Rozmus    | Polen                   | 16,1240         | 2:07:45,0 h | 7,875        | 21         | 25,0 m  | 30,0 m  | ?       | 8,249           | 29            |
| 31   | Tadeusz Zaydel       | Polen                   | 15,9260         | 2:16:37,5 h | 3,508        | 30         | ?       | 32,0 m  | 35,0 m  | 12,418          | 24            |
| 32   | Jozef Petricek       | Tschechoslowakei SL RČS | 10,8600         | ?           | 1,750        | 32         | ?       | ?       | ?       | 9,110           | 28            |
| DNF  | Emmerich Rath        | Tschechoslowakei HDW    | -               | 2:30:01,0 h | 0,000        | 33         | ?       | ?       | ?       | DNS             | DNS           |

Anmerkung: Den dritten Rang belegte nach zeitgenössischen Berichten österreichischer, tschechoslowakischer und polnischer Zeitungen, der Deutschböhme Franz Wende mit 31,236 Punkten. Der Internationale Skiverband führt als Drittplatzierten den Schweizer Xaver Affentranger, allerdings ohne Angabe der tatsächlich erreichten Punkte. In den zeitgenössischen Ergebnislisten findet sich der Schweizer mit 30,096 Punkten erst auf Rang sechs hinter Wende, Bím und Blomseth wieder. Auf einer privaten Seite findet sich für Affentranger die Punktzahl 31.403. Eine später erfolgte Ergebniskorrektur scheint hier möglich, kann derzeit aber nicht belegt werden.